# Jan (Maksymowicz)
Jan, imię świeckie Jan Maksymowicz (ur. w grudniu 1651 w Niżynie, zm. 10 czerwca?/21 czerwca 1715 w Tobolsku) – biskup Rosyjskiego Kościoła Prawosławnego, święty prawosławny.

## Życiorys

### Młodość i wczesna działalność
Pochodził z rodziny szlacheckiej Maksyma i Eufrozyny Wasylkowskich. Przyszły święty, jako najstarszy syn, przyjął jako swoje nazwisko patronimik Maksymowicz. Rodzina utrzymywała się z dzierżawy monasterskiego młyna i przeprawy rzecznej, Maksym Wasylkowski był również budowniczym cerkwi. Przyszły hierarcha był najstarszym z siedmiu synów i zarazem jedynym, który wstąpił do stanu duchownego – jego bracia zostali wojskowymi. O dzieciństwie i wczesnej młodości Iwana Maksymowicza nie przetrwały żadne informacje. Sam hierarcha pisał, że od wczesnego dzieciństwa jego ulubionym zajęciem było czytanie książek; w domu znajdowała się bogata biblioteka. Pod koniec lat 60. lub na początku lat 70. XVII w. Wasylkowscy przenieśli się na stałe do Kijowa. Iwan Maksymowicz wstąpił wówczas do Kolegium Mohylańskiego, a po jego ukończeniu został w nim zatrudniony w charakterze wykładowcy (najprawdopodobniej łaciny). W 1675, tj. w roku ukończenia nauki, złożył wieczyste śluby mnisze przed archimandrytą Innocentym, przełożonym ławry Peczerskiej. Natychmiast po tym został wyznaczony na klasztornego kaznodzieję i pełnił tę funkcję przez pięć lat. Jeszcze w tym samym roku przyjął święcenia diakońskie, a następnie kapłańskie z rąk arcybiskupa czernihowskiego i nowogrodzko-siewierskiego Łazarza. Przed 1677 został głównym ekonomem ławry Peczerskiej. W 1677 udał się do Moskwy, by prosić cara o obronę Kijowa, w szczególności zaś ławry Peczerskiej, przed wojskami tureckimi. W 1681 został przełożonym Swieńskiego Monasteru Zaśnięcia Matki Bożej k. Briańska, który na prośbę archimandryty Innocentego został przekazany mnichom ławry Peczerskiej przez cara Fiodora, z przeznaczeniem na schronienie dla braci w przypadku zajęcia Kijowa przez Turków. W latach 80. i 90. XVII w. Jan (Maksymowicz) wielokrotnie jeździł do Moskwy i utrzymywał kontakty z patriarchą moskiewskim i całej Rusi Joachimem.

### Biskup czernihowski
W 1695, z inicjatywy biskupa czernihowskiego Teodozjusza został przełożonym Jeleckiego Monasteru Zaśnięcia Matki Bożej w Czernihowie. Rok później, po śmierci Teodozjusza, dzięki poparciu Iwana Mazepy został jego następcą na katedrze czernihowskiej. Jego chirotonia miała miejsce 10 stycznia 1697 w Moskwie, z udziałem patriarchy moskiewskiego i całej Rusi Adriana jako głównego konsekratora. Jan (Maksymowicz) otrzymał natychmiast godność arcybiskupa. Poparcie Mazepy i jego bogate dary dla eparchii czernihowskiej pozwoliły na rozbudowę monasteru Świętych Borysa i Gleba w Czernihowie i monasteru w Wołdinie.
W Czernihowie arcybiskup Jan założył kolegium (szkołę słowiańsko-łacińską), która w jego zamierzeniach miała przygotowywać kandydatów na studia w Akademii Kijowsko-Mohylańskiej. Do szkoły przyjmowani byli synowie kapłanów, jak również chłopcy z rodzin kozackich, mieszczańskich i szlacheckich. Kolegium znane było nieoficjalnie pod nazwą Collegium Maximovitianum, szkoła stała się wzorem dla kolejnych placówek tego typu, jakie powstawały w eparchiach na ziemiach rosyjskich i ukraińskich. Równocześnie z kolegium biskup Jan założył drukarnię w monasterze Trójcy Świętej i św. Eliasza w Wołdinie. Publikowała ona księgi liturgiczne, teksty na tematy duchowne, panegiryki i przekłady tekstów łacińskich. Hierarcha nawiązał kontakty z monasterami na Athosie, w Jerozolimie i na Synaju.
W 1708, gdy Iwan Mazepa przeszedł na stronę Szwedów, biskup został oskarżony o współpracę z nim przeciwko carowi. Przybył do Głuchowa i brał udział w wyborach nowego hetmana. Carskie śledztwo pozwoliło mu oczyścić się z zarzutów zdrady. Biskup Jan był obecny w czasie obrzędu obłożenia Mazepy ekskomuniką (przeprowadził go metropolita kijowski Joazaf) i podpisał stosowny akt. Hierarcha poparł reformy Piotra Wielkiego, zaś po bitwie pod Połtawą napisał dzieło pt. Synaksar. Jan zainicjował także kult swojego poprzednika na katedrze, biskupa Teodozjusza, sam napisał troparion i kondakion na jego cześć.

### Metropolita tobolski i syberyjski
W styczniu 1711 Jan udał się do Moskwy na wezwanie Piotra I. Na miejscu otrzymał od metropolity riazańskiego, locum tenens Patriarchatu Moskiewskiego Stefana, nominację na metropolitę tobolskiego i syberyjskiego. Na katedrze tobolskiej zastąpił Filoteusza (Leszczyńskiego), który złożył śluby wielkiej schimy. Według niektórych badaczy Jan musiał wyjechać z Czernihowa z powodu sporu z Aleksandrem Mienszykowem. W czasie kilkumiesięcznej podróży do Tobolska, Jan napisał wierszem sylabicznym dziennik Putnik.
Sytuacja eparchii tobolskiej w momencie przyjazdu nowego biskupa była trudna. Mimo wysiłków misjonarskich jego poprzednika, w dalszym ciągu większość rdzennej ludności Syberii wyznawała różne kulty pogańskie, w regionie obecni byli staroobrzędowcy, szereg parafii pozostawało nieobsadzonych. Metropolita Jan kontynuował prace swojego poprzednika, wiele uwagi poświęcając założonej przez niego szkole teologicznej. Wzniósł również w Tobolsku nową rezydencję metropolitalną i szereg murowanych świątyń. Urząd metropolity sprawował do śmierci w 1715. Został pochowany w soborze Mądrości Bożej i Zaśnięcia Matki Bożej w Tobolsku.

## Kult

### Nieformalny kult

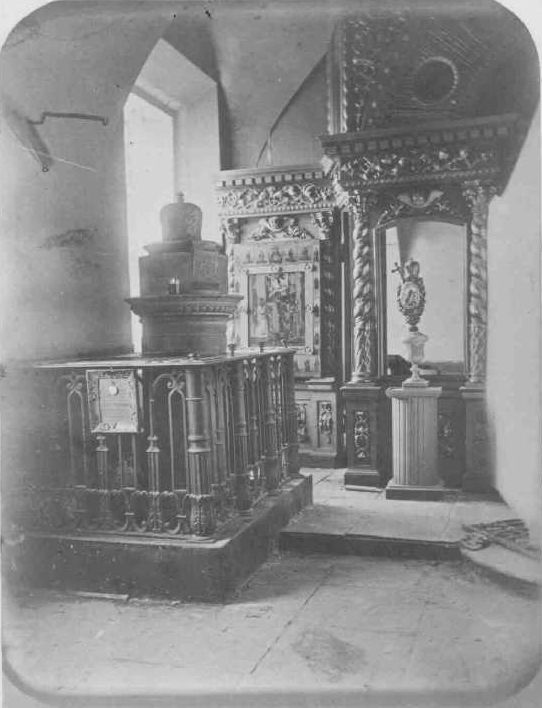
Nagrobek metropolity w soborze Zaśnięcia Matki Bożej i Mądrości Bożej w Tobolsku, fotografia sprzed 1916

Kult Jana pojawił się natychmiast po jego śmierci. Od 1798 w soborze w Tobolsku prowadzona była księga z opisami cudów, do których miało dojść przy nagrobku metropolity. W 1844 kupiec Miasnikow sfinansował wzniesienie nowego nagrobka w formie kolumny z mitrą, omoforionem i krzyżem oraz marmurowej tablicy, na której przedstawiono postać Jana. W 1900 biskup tobolski Antoni sfinansował srebrną rakę, do której następnie przeniesiono relikwie metropolity.

### Kanonizacja

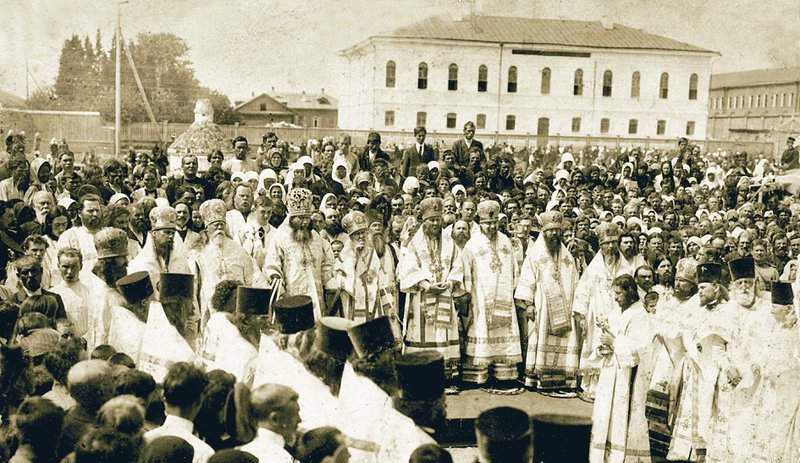
Kanonizacja Jana (Maksymowicza), Tobolsk, 1916

W 1913 duchowieństwo eparchii tobolskiej wystosowało do jej ordynariusza, biskupa Barnaby, prośbę o kanonizację Jana (Maksymowicza). Analogiczną prośbę otrzymał car Mikołaj II. Przygotowania do kanonizacji podjęte zostały jednak dopiero dwa lata później. Zaliczenie hierarchy w poczet świętych gorąco poparł car, który wierzył, że to wstawiennictwo Jana było przyczyną sukcesów militarnych wojsk rosyjskich. W 1915 biskup tobolski Barnaba sam przeprowadził ceremonię kanonizacji. Została ona anulowana przez Świątobliwy Synod Rządzący, jednak z uwagi na zebranie w toku przygotowań do kanonizacji wielu świadectw cudów za pośrednictwem metropolity zdecydowano o jej powtórzeniu. W roku następnym w Tobolsku ceremonia została przeprowadzona po raz drugi, tym razem z zachowaniem wszelkich procedur. Uroczystościom przewodniczył metropolita moskiewski Makary, z którym koncelebrowało dwunastu hierarchów: biskupi tobolski i syberyjski Barnaba, irkucki Jan, tomski i ałtajski Anatol, pskowski i wielkołucki Euzebiusz, orenburski Metody, zabajkalski Melecjusz, jenisejski i krasnojarski Nikon, czelabiński Serafin, jekaterynburski i irbicki Serafin, omski i pawłodarski Sylwester, kargopolski Warsonofiusz oraz gdowski Beniamin.
W 1919 biskup bieriozowski Irynarch ukrył relikwie Jana w piwnicach soboru Opieki Matki Bożej w Tobolsku, w obawie przed zbliżającą się do miasta Armią Czerwoną. Rok później relikwie wystawiono dla kultu w tejże świątyni. W czasie akcji otwarcia relikwii Rosyjskiego Kościoła Prawosławnego relikwiarz został otwarty, a przy wystawionych na widok publiczny szczątkach bolszewicy zorganizowali ateistyczny mityng. Relikwie znajdowały się początkowo w soborze Opieki Matki Bożej, a następnie w muzeum krajoznawczym, na jakie zaadaptowano dawną rezydencję biskupią.
Rozwój kultu metropolity Jana był możliwy dzięki wysiłkom biskupa irkuckiego i angarskiego Jana, który w latach 20. XX wieku napisał akafist ku jego czci, a następnie biskupa nowosybirskiego i barnaułskiego Bartłomieja, autora nabożeństwa ku czci Jana. Dzięki wysiłkom Bartłomieja w 1947 relikwie metropolity ponownie znalazły się w soborze Opieki Matki Bożej.